# Frederico Leopoldo Cezar Burlamaqui
Frederico Leopoldo Cezar Burlamaqui (Oeiras, 16 de dezembro de 1803 — Rio de Janeiro, 14 de janeiro de 1866) foi um cientista brasileiro, botânico e mineralogista, filho de Carlos César Burlamaqui e D. Dorothea da Silveira Pedegache.  Foi diretor do Museu Nacional entre 1847 e 1866.
Foi casado em primeiras núpcias com D. Carlota Carolina da Silva, com quem teve 13 filhos, e em segundas núpcias com D. Maria Genoveva de Mello. 
Burlamaqui serviu como cadete no 1º Batalhão de Fuzileiros da Corte e, como membro dessa unidade militar, foi enviado para a província de Pernambuco, onde combateu os rebeldes da Revolução de 1817. 
Contribuiu para a ampliação do acervo do Museu Nacional, incorporando itens à coleção marinha e providenciando a construção de novas instalações para a entidade .
Esteve associado à Academia Nacional de Belas Artes, ao Instituto Histórico e Geográfico Brasileiro, à Sociedade Auxiliadora da Indústria Nacional, entidade da qual foi Secretário Perpétuo, e à Sociedade Velosiana de Ciências Naturais.

## Obras
- Memória analytica acerca do comércio d´escravos e acerca dos malles da escravidão doméstica, Rio de Janeiro: Tipographia Comercial Fluminense, 1837 .
- Resumo do curso da historia e da arte militar, de l. B. Rocquancourt. Rio de Janeiro, 1842.
- Curso elementar de historia e de arte militar: compendio de ensino para a academia militar. Rio de Janeiro, 1842.
- Compendio de montanistica e de metallurgia para uso dos alumnos do quarto anno da escola militar. Rio de Janeiro, 1848.
- Riquezas mineraes do Brazil. Rio de Janeiro, 1850.
- Memoria sobre o salitre, a soda e a potassa. Rio de Janeiro, 1851.
- Systema de rnedidas para a progressiva e total extincção do trafico e da escravatura no Brazil. Rio de Janeiro, 1852.
- Ensaio sobre a regeneração das raças cavallares do imperio do Brasil pelo Dr. F. L. C. Burlamaqui. Rio de Janeiro, P. Brito, 1856.
- Acclimatação do dromedario nos sertões do norte do Brazil e cultura da tamareira, com a traducção do relatorio de Mr. Dareste, apresentado à sociedade zoologica de acclimação de Paris sobre o mesmo assumpto. Rio ele Janeiro, 1857.
- Manual dos agentes fertilizadores. Rio de Janeiro: Typographia de L. N. Vianna e Filhos. 1858.
- Manual das rnachinas, instrumentos e motores agricolas: segundo manual publicado por ordem da Sociedade Auxiliadora da Industria Nacional. Rio de Janeiro, 1859.
- Monographia do cafeeiro e do café: terceiro manual, etc. Rio de Janeiro, 1860.
- Monographia da canna de assucar: quarto manual, etc. Rio de Janeiro, 1862.
- Monographia do algodoeiro, Rio de Janeiro, Tipographia de N. L. Vianna & Filhos, 1863.
- Manual da cultura do arroz e de agricultura, publicado, etc. Rio de Janeiro, 1864.
- Manual da cultura, colheita e preparação do tabaco; oitavo manual agricola, etc. Rio de Janeiro, 1865.
- Cathecismo de agricultura. 2. ed. 1870.